# TRABD
TRABD (англ. TraB domain containing) – білок, який кодується однойменним геном, розташованим у людей на довгому плечі 22-ї хромосоми. Довжина поліпептидного ланцюга білка становить 376 амінокислот, а молекулярна маса — 42 321.
| 10         |  | 20         |  | 30         |  | 40         |  | 50         |
| ---------- |  | ---------- |  | ---------- |  | ---------- |  | ---------- |
| MDGEEQQPPH |  | EANVEPVVPS |  | EASEPVPRVL |  | SGDPQNLSDV |  | DAFNLLLEMK |
| LKRRRQRPNL |  | PRTVTQLVAE |  | DGSRVYVVGT |  | AHFSDDSKRD |  | VVKTIREVQP |
| DVVVVELCQY |  | RVSMLKMDES |  | TLLREAQELS |  | LEKLQQAVRQ |  | NGLMSGLMQM |
| LLLKVSAHIT |  | EQLGMAPGGE |  | FREAFKEASK |  | VPFCKFHLGD |  | RPIPVTFKRA |
| IAALSFWQKV |  | RLAWGLCFLS |  | DPISKDDVER |  | CKQKDLLEQM |  | MAEMIGEFPD |
| LHRTIVSERD |  | VYLTYMLRQA |  | ARRLELPRAS |  | DAEPRKCVPS |  | VVVGVVGMGH |
| VPGIEKNWST |  | DLNIQEIMTV |  | PPPSVSGRVS |  | RLAVKAAFFG |  | LLGYSLYWMG |
| RRTASLVLSL |  | PAAQYCLQRV |  | TEARHK     |  |            |  |            |

A: Аланін

C: Цистеїн

D: Аспарагінова кислота

E: Глутамінова кислота

F: Фенілаланін

G: Гліцин

H: Гістидин

I: Ізолейцин

K: Лізин

L: Лейцин

M: Метіонін

N: Аспарагін

P: Пролін

Q: Глутамін

R: Аргінін

S: Серин

T: Треонін

V: Валін

W: Триптофан

Кодований геном білок за функцією належить до фосфопротеїнів. 
Задіяний у таких біологічних процесах, як ацетилювання, альтернативний сплайсинг. 